# Schöllnach
Schöllnacher en købstad i Landkreis Deggendorf i Regierungsbezirk Niederbayern i den tyske delstat Bayern, med knap 5.100 indbyggere. Den er administrationsby for Verwaltungsgemeinschaft Schöllnach.

## Geografi
Schöllnach ligger i Naturpark Bayerischen Wald ved foden af det 1.016 m høje bjerg Brotjacklriegel i et område der kaldes Sonnenwaldes. I kommunen løber den lille flod Ohe der er en kildeflod til Ilz, der er en biflod til Donau.

### Inddeling
Kommunen omfatter ud over bydelene Taiding og Riggerding 59 landsbyer og bebyggelser.